# Saint-Denis-du-Maine

Saint-Denis-du-Maine este o comună în departamentul Mayenne, Franța. În 2009 avea o populație de 418 de locuitori.